# 刀锋战士 (电视剧)
《刀锋战士》（英語：Blade: The Series），是改編自漫威漫画同名人物和系列电影的美国的真人电视剧。在2006年6月28日首演。
两个小时长的试播集从由大卫·S·高耶（刀锋战士系列电影的编剧）和漫画作家杰夫·约翰斯，导演为彼得奥法伦。